# Oder-Neissegrens

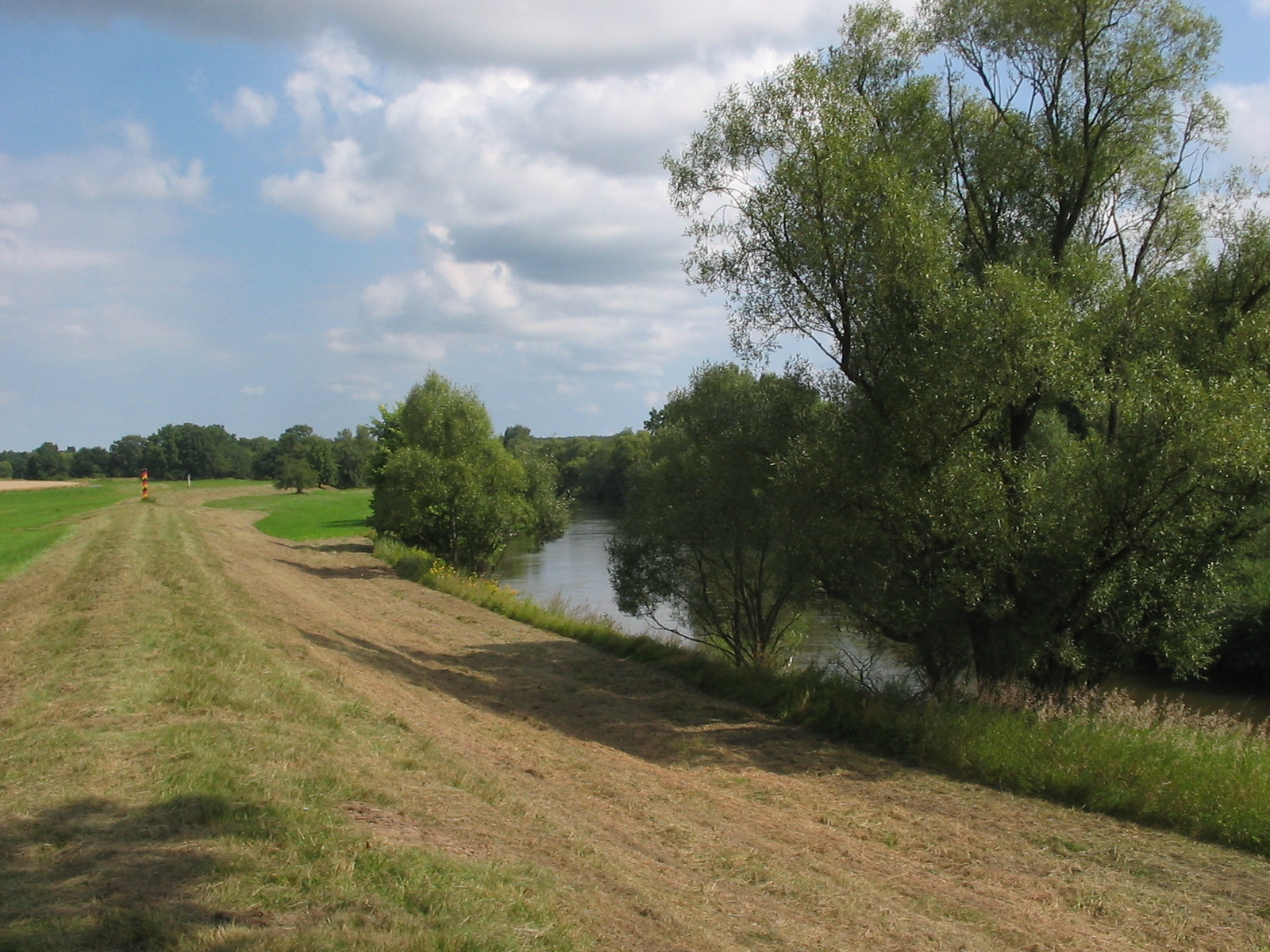
De Oder-Neissegrens. Afgebeeld is de westelijke Neisseoever bij Bahren

In groen, geel en paars de voormalige delen van Duitsland oostelijk van de Oder-Neissegrens

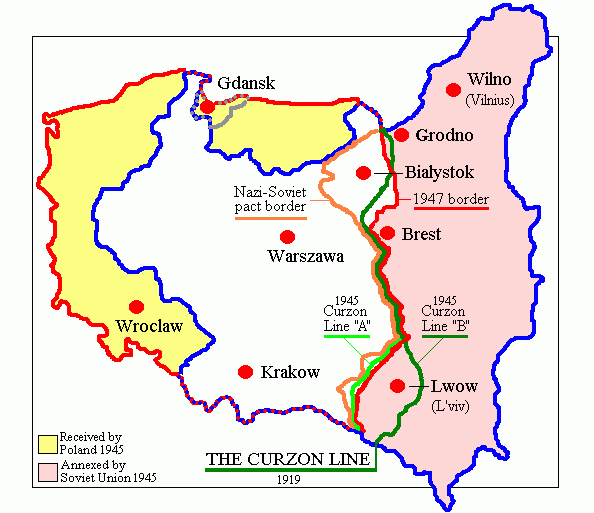
De verschuiving naar het westen van Polen tussen 1939 (blauwe lijn) en 1945 (rode lijn)

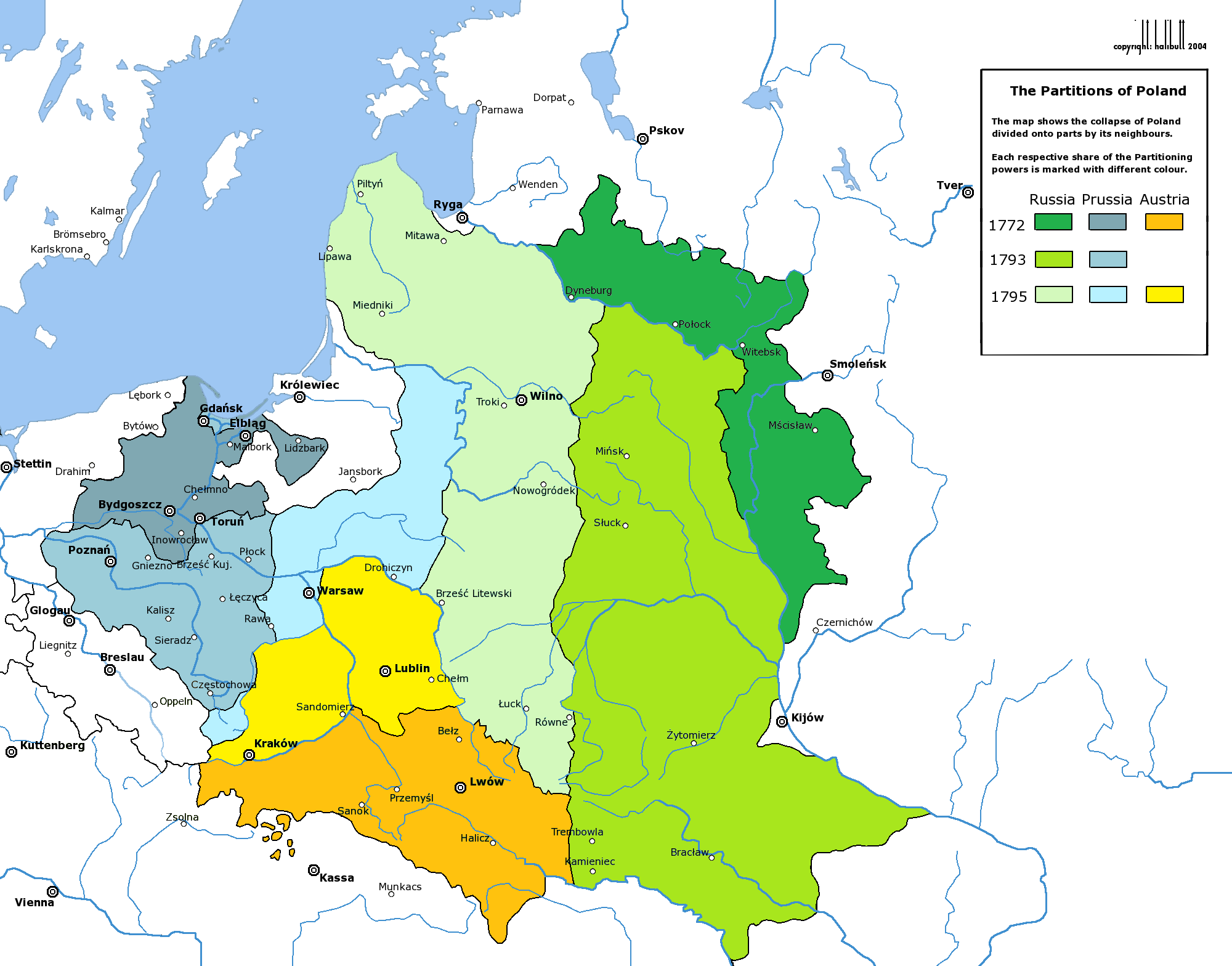
Het resultaat van de Poolse Delingen door Pruisen (blauw), Oostenrijk (geel/oranje) en Rusland (groen)

De Oder-Neissegrens (Duits: Oder-Neiße-Linie/Oder-Neiße-Grenze en Pools: Granica na Odrze i Nysie) is de benaming voor de tegenwoordige grens tussen Duitsland en Polen.

## Inleiding
De Oder (Pools: Odra) en de Neisse (Pools: Nysa) zijn de twee rivieren die deze grens vormen. Het verloop van deze grens werd bepaald op de Conferentie van Potsdam aan het einde van de Tweede Wereldoorlog, toen Polen op de kaart naar het westen werd verplaatst. De circa 10 miljoen Duitsers ten oosten van deze willekeurig getrokken grens werden, voor zover niet al gevlucht, naar de geallieerde bezettingszones in Duitsland ten westen van Oder en Neisse verdreven. Daarbij kwamen velen van hen door gewelddadigheden van Polen en Russen om het leven of door uitputting en bevriezing. Naar schatting verloren 1,5 miljoen Duitsers het leven en omdat de meeste mannen als militair ingeschakeld waren aan het front waren dat voornamelijk kinderen, vrouwen en bejaarden. In het westen van Duitsland werden de vluchtelingen over het hele land verspreid, vaak na eerst enkele jaren in kampen te zijn ondergebracht. Zij behielden hun Duitse staatsburgerrecht of kregen dat toegewezen voor zover ze 'Volksduitsers' waren. Hun belangenorganisaties van Heimatvertriebenen ontwikkelden zich tot politieke factor  maar verloren hun aanvankelijk zeggingskracht omdat zowel de CDU als de SPD hun belangenbehartiging overnamen en de grenskwestie voorlopig open lieten. Zo werden zij op den duur folkloristische verenigingen. Het aanvankelijke vluchtelingenprobleem loste zich in Duitsland voorbeeldig op door de volledige integratie van de nieuwe bevolkingsgroepen in de naoorlogse samenleving.
De Oder-Neissegrens van april 1945 was een voorlopige grens. Tot rond 1970 viel het ideaal van de Duitse Hereniging - ook voor gematigde politieke partijen als de SPD, de CDU, de CSU en de FDP - samen met het streven naar opheffing van deze grens. Tegenwoordig streven alleen extreemrechtse partijen (bijvoorbeeld de NPD) nog naar opheffing ervan.
De definitieve bepaling van de grens zou plaatsvinden op een toekomstige vredesconferentie, die er nooit kwam. Uiteindelijk is de grens toch definitief geworden met de ondertekening in Moskou op 12 september 1990 van het Twee-plus-vier-verdrag door de beide Duitslanden, de Sovjet-Unie, de Verenigde Staten, het Verenigd Koninkrijk en Frankrijk.

## Voorgeschiedenis 1919-1944
Na de Eerste Wereldoorlog werd de nieuwe grens tussen Duitsland en het heropgerichte Polen bepaald in de Vrede van Versailles (1919). Ze liep over het algemeen langs de historische grenzen van Groot-Polen (Wielkopolska) van vóór 1772, maar ze hield hier en daar met de etnische grenzen tussen Duits- en Poolstaligen rekening, die in bepaalde gebieden voorbij die historische grenzen liepen. Naar Polen gingen terug: vrijwel de gehele provincie Posen voor twee derde door Polen bevolkt, en het in meerderheid Poolstalige deel van de provincie West-Pruisen. De hoofdstad van deze provincie Danzig werd met haar omgeving een vrijstaat, de vrije stad Danzig (1920-1939), onder toezicht van de Volkenbond. De bevolking van de aan Polen afgestane delen van de provincies Posen (Poznan) en van West-Pruisen was overigens voor een derde tot de helft Duitstalig en deze Duitstaligen vertrokken na 1919 voor het grootste deel. De provincie Opper-Silezië werd pas tussen Duitsland en het nieuwe Polen verdeeld op grond van de uitslag van een door de Volkenbond in 1920 georganiseerde volksstemming (Silezisch plebisciet). De Geallieerden besloten om het economisch belangrijke oostelijke deel van het Opper-Silezische mijnbouwgebied, met een voor een derde Duitstalige, althans Duitsgezinde, bevolking aan het nieuwe Polen toe te wijzen. Een burgeroorlog leidde in de periode 1919-1923 tot Poolse aanvallen op Duitse regeringsinstellingen en tegenaanvallen van Duitse vrijkorpsen (Grenzschutz) in Opper-Silezië. De dreiging versterkt door etnische conflicten noodzaakte de Volkenbond tot deze snelle afhandeling van de verdelingskwestie.  Een volksstemming zou de nieuwe grens bepalen: 60% van de Opper-Sileziërs gaf te kennen dat hun provincie bij Duitsland moest blijven behoren. Omdat Polen en Duitsers door elkaar woonden - de Duitsers echter vooral in de stedelijke agglomeraties en de Polen op het platteland - was een grens moeilijk te trekken. In 1923 was de nieuwe grens bepaald met een Poolse minderheid aan de Duitse zijde en een Duitse minderheid ten oosten van de nieuwe grens.
Sneller kon de volksstemming van de Volkenbond georganiseerd worden in zuiden van Oost-Pruisen, de landstreek Mazoerië. Daar was de bevolking voor circa 40% Poolstalig, maar niet Poolsgezind zoals bleek uit de stemmingsuitslag; 93% van de bevolking van het volksstemmingsgebied gaf te kennen bij Duitsland te willen blijven behoren. Deze uitslag leverde voor Polen slechts een zeer kleine gebiedswinst van één stad (Soldau, Dzialdowo) en enkele dorpen op. 
De nieuwe Pools-Duitse grens was gecompliceerd en geografisch uitzonderlijk lang en creëerde twee grote samenhangende exclaves in het noordoosten: Oost-Pruisen en de vrije stad Danzig. In totaal moest Duitsland in de jaren 1919-1923 ruim een tiende deel van zijn grondgebied aan Polen afstaan, waarvan een deel eerder overigens door Pruisen was geannexeerd van Polen in het kader van de Poolse delingen die tussen 1772 en 1815 hadden plaatsgevonden.

## De oorlogsconferenties en de voldongen feiten
De volgende stap in de verkleining van Duitsland en zijn terugtrekking tot de huidige Oder-Neisse grens, was het gevolg van de verloren Tweede Wereldoorlog. 
Op de Conferentie van Teheran van november 1943 besloten de westelijke geallieerden met de Sovjet-Unie om Duitsland aanzienlijk te verkleinen, te beginnen met Oost-Pruisen, geheel Opper-Silezië en  de voormalige vrije stad Danzig. Twee derde van Oost-Pruisen werd toegewezen aan Polen, de rest aan de Sovjet-Unie. Op de Conferentie van Jalta in februari 1945 werd de wens van de Sovjet-Unie gehonoreerd om Duitsland nog verder tot de rivieren Oder en Neisse te verkleinen ten gunste van Polen, dat daarmee compensatie zou krijgen voor de in 1939 vanwege het Molotov-Ribbentroppact door de Sovjet-Unie geannexeerde oostelijke provincies, annexaties waarvan de Sovjet-Unie nu te kennen gaf ze niet meer te willen terugdraaien. Echter, het precieze nieuwe grensverloop was niet bepaald. De Britten en de Amerikanen hadden eerst nog de helft van Oost-Pommeren tot aan Kolberg (na 1945 Kołobrzeg) bij Duitsland willen laten en wat Silezië betreft willen uitgaan van de (oostelijke) Glatzer Neiße, wat het grootste deel van Neder-Silezië inclusief het grootste deel van de hoofdstad Breslau (na 1945 Wrocław) ook bij Duitsland gelaten zou hebben. Maar er waren twee rivieren met de naam Neiße, die tweehonderd kilometer van elkaar verwijderd lagen. De Sovjet-Unie ging, zonder daarover een discussie te willen voeren, uit van de Oder en de westelijke Lausitzer Neiße, waarmee de afstand van het gehele oostelijke deel van Pommeren (Achter-Pommeren) en vrijwel geheel Silezië aan Polen een feit zou worden. Men liet de grenskwestie rusten omdat de prioriteit op dat moment lag bij het coördineren van de laatste oorlogsinspanningen. Toen de Sovjet-Unie in maart 1945 het gehele gebied in kwestie bezet had, kon zij haar verdelingsplan een voldongen feit laten worden, en formaliseren door na enkele maanden haar gezag aan het burgerlijk bestuur van Polen over te dragen.
Inmiddels was de verdrijving van de bevolking al volop aan de gang. Met name de gebieden die onmiddellijk aan de nieuwe grens lagen werden met geweld 'gezuiverd' (etnische zuivering) zoals in de Neumark), teneinde alvast een ontvolkte zone te scheppen en deze snel met een nieuwe Poolse bevolking te kunnen vullen. 
Duitsland leverde hiermee uiteindelijk ruim een vijfde van zijn grondgebied in, bestaande uit Oost-Pruisen, Opper- zowel als bijna geheel Neder-Silezië en de ten oosten van de Oder gelegen delen van Brandenburg en Pommeren. En zelfs wat meer dan dat, want de aan de westelijke oever van de Oder gelegen belangrijke havenstad Stettin (na 1945 Szczecin) werd met een stuk westelijk voorland, tegen de afspraken met de Engelsen en Amerikanen in, door de Sovjets ook in juli 1945 aan de Polen overhandigd. Toen werd het inmiddels geïnstalleerde gemeentebestuur van Duitse communisten met de bevolking de stad uitgedreven. Verder zuidelijk werd wel strikt de hand gehouden aan de rivierloop van de Oder en de Neisse, zodat de westelijke en oostelijke delen van de steden Frankfurt (Oder), Guben, Forst, en Görlitz, gescheiden raakten, en een Saksische enclave ten oosten van Zittau rond het stadje Reichenau (sindsdien Bogatynia) ook aan Polen werd toegewezen.
Na de Tweede Wereldoorlog verloor Duitsland een kwart van zijn grondgebied en opgeteld bij het bovenbeschreven verlies na de Eerste Wereldoorlog kwam het totaal daarmee op een derde.

## Het verdrag van Potsdam
De voorlopige Conferentie van Potsdam, in juli 1945, stelde, voorafgaand aan een definitief vredesverdrag, geen nieuwe grenzen maar voorlopige bezettingszones vast. De westelijke geallieerden vonden dat de Sovjet-Unie te ver was gegaan maar konden daar niets anders tegenin brengen dan de kwestie op de agenda te zetten voor een toekomstige vredesconferentie. 
De Engelsen en Amerikanen legden zich dus stilzwijgend bij de voldongen feiten neer zonder deze op voorhand te erkennen als deel van een vredesregeling. De vredesconferentie waarop de grenskwestie geagendeerd zou moeten worden, kwam er echter nooit. Het voorwerk in vijf voorbereidende conferenties liep in 1947 definitief vast en maakte plaats voor de patstelling van de Koude Oorlog. In september 1945 werd tussen de communistische regering van Polen en de Sovjet-Unie onderling een bilateraal verdrag over de nieuwe grens ondertekend. De Poolse regering-in-ballingschap in Londen, die tot dusver als officieel vertegenwoordiger van Polen erkend was door de westelijke geallieerden, wilde daar niet mee instemmen omdat de westelijke gebiedswinst ten koste van Duitsland onverbrekelijk gekoppeld werd aan de definitieve afstand van oostelijk Polen aan de Sovjet-Unie. Sindsdien stond zij buitenspel en werd de kwestie in feite geregeld in bilaterale akkoorden tussen de Sovjet-Unie en de communistische regering van Polen.

## Nationale en etnische zuivering
De territoriale veranderingen werden gevolgd door bevolkingsverschuivingen op grote schaal, waaronder de verdrijving en uitwijzing van bijna alle Duitse staatsburgers Rijksduitsers voor zover zij Duitstalig waren van het sinds 1945 nieuwe Poolse grondgebied. In totaal ging het om negen miljoen mensen waarvan overigens een deel eerst in werkkampen werd geïnterneerd. Degenen die gevlucht waren mochten niet terugkeren. De overlevenden van de werkkampen werden later uitgewezen. Ook de Duitstaligen van het voor 1939 Poolse grondgebied, de zogenaamde Volksduitsers, werden eveneens met geweld verwijderd, velen na veroordeling tot werkkampen.  Zie hiervoor Verdrijving van Duitsers na de Tweede Wereldoorlog. De één miljoen Duitse staatsburgers die konden aantonen dat zij etnisch Pools waren omdat dat zij ook (een) Pools (dialect) konden spreken, mochten zich aanmelden voor een examinering ter verkrijging van het Poolse staatsburgerschap. 
Voor de herbevolking van de nieuw verworven gebieden werd gebruikgemaakt van teruggekeerde Poolse dwangarbeiders uit Duitsland, en van in 1939 gevluchte Polen die terugkeerden uit de Sovjet-Unie. Ook werd een beroep gedaan op etnische Polen die voor de oorlog waren geëmigreerd naar de industriegebieden in het westen van Duitsland en het noorden van Frankrijk en naar Wallonië. Maar vooral ging het om Polen uit de oostelijke Poolse provincies die de Sovjet-Unie in 1939 had geannexeerd ten oosten van de Curzonlijn en die nu, in 1945, internationaal werden erkend als Sovjet-grondgebied. Zij moesten kiezen tussen een Sovjet-staatsburgerschap of een vertrek en werden in dat laatste geval ook vluchtelingen. De meesten van hen werden doorgestuurd naar de voormalig Duitse gebieden. Pas in 1980 werd het vooroorlogse bevolkingsaantal in die voormalig Duitse gebieden bereikt. Inmiddels hadden deze een grote verandering ondergaan door het opheffen van kleine dorpen en van kleine boerenbedrijven en opruimen van verwoeste stadswijken. Historisch waardevolle binnensteden werden in de regel gerestaureerd toen daarvoor weer middelen beschikbaar waren. Inmiddels waren delen van die binnensteden al definitief tot ruïne vervallen.
Op 7 juli 1950 kwam tussen de DDR en Polen het Verdrag van Görlitz (Verdrag van Zgorzelec) tot stand waarin de nieuwe grens bilateraal werd erkend, overigens met als aanduiding: Oder en Neiße, en zonder de stad Stettin als uitzondering te noemen. De Bondsrepubliek wees het verdrag af en bleef de afgestane gebieden bestempelen als “tijdelijk onder Pools bestuur“. De westelijke mogendheden namen afstand door het verdrag niet te erkennen omdat zij als contractgerechtigden er niet bij betrokken waren geweest. 
In 1990 zou de Bondsrepubliek in een verdrag met Polen ook met de nieuwe grens instemmen, als een van de voorwaarden die Frankrijk, Groot-Brittannië en de VS stelden aan hun erkenning van de Duitse hereniging.

## Houding van de Polen
Na de bezetting van Polen herstelde nazi-Duitsland in 1939 de grenzen van voor 1919 en annexeerde het zelfs enkele aansluitende gebieden die voor die datum niet Duits waren geweest.
Daarnaast behield de Sovjet-Unie de geannexeerde gebieden die het in 1939 had veroverd volgens de afspraken in het geheime Molotov-Ribbentroppact. Toen Duitsland twee jaar later de oorlog verklaarde aan de Sovjet-Unie en de betrokken gebieden bezette, gingen zij weer verloren. Echter tijdelijk, want de Sovjet-Unie stelde in de onderhandelingen met de geallieerden de eis dat de territoriale afspraken met Duitsland geldig zouden blijven, ook wanneer dat land zou worden verslagen. Dat werd door de westerse mogendheden ingewilligd op de Conferentie van Teheran eind 1943 en de Conferentie van Jalta begin 1945. De Poolse regering-in-ballingschap was steeds zeer gekant tegen deze afspraken, omdat zij het oosten van Polen niet wilde opgeven en evenmin wilde ruilen tegen een groot deel van Duitsland. Zij kwam echter na de Sovjet-bezetting van Polen en de installatie van een communistische regering buiten spel te staan. De Sovjet-Unie gebruikte als volkenrechtelijk argument dat het territoriale verlies van Polen grote, evenwel merendeels etnisch Oekraïense en Wit-Russische gebieden betrof waarmee de vooroorlogse grenzen van Polen altijd in strijd waren geweest.
Echter, er waren ook Polen die na 1945 van mening bleven dat de territoriale veranderingen ten koste van Oost-Duitse gebieden en de daarmee gepaard gaande verdrijvingen van Duitsers buitenproportioneel wreed en een humanitaire ramp waren. En dat het annexeren van hun woongebied niet op kon wegen tegen het verlies van de grotendeels etnisch-Poolse steden Wilno, nu Litouws Vilnius, en Lwów, nu Oekraïens Lviv, in het oosten.
De Poolse katholieke Kerk vroeg in een verklaring van 1963 al aan de Duitse bisschoppen om vergeving voor Poolse daden tegen Duitsers, zoals zij ook de bereidheid uitspraken tot vergeving van de Duitse gruwelen uit de oorlog.
Niettemin werd onder het communisme het beeld van de Duitsers als onverbeterlijke nazi's en imperialisten door de media levend gehouden. Men beriep zich op de laatste democratische verkiezingen, die in 1933 in de betrokken oostelijke provincies van het Duitse Rijk een kleine meerderheid van nationaalsocialisten hadden opgeleverd. En nationaalsocialisten hadden zichzelf buiten de rechtsorde geplaatst. Ook beweerde men dat de voorheen Duitse oostelijke  en nu Poolse westelijke provincies eigenlijk altijd in hun wezen Pools waren gebleven vanwege hun etnische voorgeschiedenis, die begon met de vestiging van Slavische stammen in de 7de eeuw. De komst van Duitse 'kolonisten' en de germanisering van de bevolking sinds de 13de eeuw werd daartegenover als een onrechtmatige kolonisatie voorgesteld en de Poolse annexatie was daarom niet meer dan een 'hereniging van verloren gebieden met het moederland', een herstel van een historische onrechtmatigheid waarin de koers van de geschiedenis werd gecorrigeerd in een herstel van de oorspronkelijke situatie van acht eeuwen geleden. De geannexeerde gebieden werden door de Polen daarom ook de "Herwonnen Gebieden" genoemd. Het terugvoeren van de bevolking naar hun vermeend Poolse oeridentiteit werd echter als een onmogelijke opgave gezien en alleen degenen die tweetalig-Pools waren konden in deze zin nog benaderd worden (zie Duitse minderheid in Polen). Na de val van het communisme werden de schoolboeken op deze punten weer enigszins aangepast. Het historisch nationalisme van de regeringen Kaczyński wilde onder de Poolse bevolking echter opnieuw de angst voeden voor de huidige Duitse Bondsrepubliek, die nog altijd zou streven naar herannexatie van Silezië, Pommeren en het oude Oost-Pruisen. In een recente wet die het 'bezoedelen van de eer van Polen' strafbaar stelt, is dit nog eens formeel onderstreept.

## Erkenning van de grens door Duitsland
De DDR en Polen ondertekenden in 1950 het Verdrag van Görlitz (Verdrag van Zgorzelec), dat de Oder-Neissegrens als de officiële "Grens van Vrede en Vriendschap" bestempelde. 
In de Bondsrepubliek Duitsland, waar zich de meerderheid van de negen miljoen vluchtelingen en verdrevenen (Vertriebenen) vestigde, was de erkenning van de Oder-Neissegrens als de definitieve grens lange tijd onaanvaardbaar. De West-Duitse houding veranderde met het beleid van de Neue Ostpolitik van Willy Brandt. In de jaren zeventig sloot de Bondsrepubliek met de Sovjet-Unie en Polen verdragen waarin de bestaande grens als voorlopig feit werd erkend. Daarom mochten sindsdien de verdreven Duitsers uit de voormalige oostgebieden hun geboortegrond weer bezoeken. In Polen gebleven voormalige Duitsers en hun kinderen kregen het recht om te emigreren naar de Bondsrepubliek en in de daaropvolgende decennia zouden anderhalf miljoen daarvan gebruikmaken.  
Op 14 november 1990, na de Duitse hereniging, ondertekenden de herenigde Bondsrepubliek en de Republiek Polen een verdrag dat de grens tussen beide landen bevestigde, zoals gevraagd door het Verdrag inzake de afsluitende regeling met betrekking tot Duitsland. Vóór de hereniging weigerde de Duitse kanselier Helmut Kohl aanvankelijk om de Poolse grens te erkennen en serieuze diplomatieke stappen moesten ondernomen worden om Duitsers ertoe te bewegen om een definitieve regeling te bewerkstelligen.
Het Duits-Poolse grensverdrag uit 1990 waarmee de Oder-Neissegrens als de definitieve Pools-Duitse grens werd beschouwd, werd van kracht op 16 januari 1992. Daarnaast werd een tweede verdrag ondertekend op 17 juni 1991. Dit verdrag, dat het Verdrag van de Goede Buren (Deutsch-Polnischen Nachbarschaftsvertrag) wordt genoemd, bepaalt dat de twee landen onder andere fundamentele politieke en culturele rechten voor de Duitse minderheid, voornamelijk wonend in Opper-Silezië, erkennen. Bovendien werd het Duitsers in Polen toegestaan om een dubbel paspoort te verwerven. Deze Poolse Duitsers konden met hun Duitse paspoort als eersten werk gaan zoeken op de arbeidsmarkt in het westen.